# ふしぎエンドレス
『ふしぎエンドレス』は、NHK Eテレで2018年4月2日から放送されている小学校3 - 6年生向けの理科番組。前番組は『ふしぎがいっぱい』。
前番組の『ふしぎがいっぱい』同様、新聞のラテ欄では小学3年版～小学6年版をまとめた時間枠で記載している。説明文は「小学校理科3～6年」となっている点も同じ。
前番組の『ふしぎがいっぱい』と異なり、番組最後は各学年版共通して「終 制作・著作/NHK」と制作・制作協力がまとめて表示される（番組ホームページアドレスも併記される）。小学3年生版のエンドクレジットが「終」となるのは2005 - 2010年度に放送された『ふしぎだいすき』以来。

## 放送時間
| 年度      | 小学3年生          | 小学4年生          | 小学5年生          | 小学6年生          |
| --------- | ------------------ | ------------------ | ------------------ | ------------------ |
| 2018-2019 | 火曜日 9:10 - 9:20 | 火曜日 9:20 - 9:30 | 火曜日 9:30 - 9:40 | 火曜日 9:40 - 9:50 |
| 2020〜    | 火曜日 9:15 - 9:25 | 火曜日 9:25 - 9:35 | 火曜日 9:35 - 9:45 | 火曜日 9:45 - 9:55 |

## 登場キャラクター
出典：
ワーオ
声 - 村杉蝉之介
小学3年生版に登場する、赤いふしぎモンスター。みんなの見つけた「ふしぎ」が大好物。
趣味は虫とり、特技はかくれんぼである。
カモカモ
声 - 堀内敬子
小学4年生版に登場する、黄色いふしぎモンスター。みんながふしぎについて考えた「予想」が大好物。
趣味は星を見ること、特技はバク転である。
小学3年生版第11・12・13話でも登場する。
テミルン
声 - 加藤諒
小学5年生版に登場する、緑のふしぎモンスター。みんなが予想を確かめるために考えた「調べ方」が大好物。
趣味はつり、特技はダンスである。
ヨウダエモン
声 - 村杉蝉之介
小学6年生版に登場する、青いふしぎモンスター。みんなが観察・実験をして考えた「まとめ」が大好物。
趣味はガーデニング、特技は整理整頓である。
ダーロ
声 - 堀内敬子
小学6年生版に不定期で登場する、紫のふしぎモンスター。口癖は「決まっているダーロ!」。
ワーオ、カモカモ、テミルンは小学6年生版でもFMC(Fushigi Monster Cafe)で不定期に登場する。

## 番組開始時のナレーション
各学年版で共通の「この子たちは、みんなが見つけたことを食べて大きくなるふしぎモンスター」という前置きがなされ、以降が各学年で異なっている。
- 小学3年生版（ナレーション：恒松あゆみ） - 「これは何?どうなるんだろう?いろんな物を比べて、『ふしぎ』を見つけてね!」
- 小学4年生版（ナレーション：村杉蝉之介[3]） - 「まわりの世界にあるいろんな『ふしぎ』。どうして?どうなっているの?その仕組みや理由、いろいろ予想してみてね!」
- 小学5年生版（ナレーション：恒松あゆみ） - 「身のまわりの『ふしぎ』、どうしたら確かめられる?予想通りなら、どうなるはず?」
- 小学6年生版（ナレーション：堀内敬子） - 「身のまわりの『ふしぎ』を調べることで、何が言える?どこまで言える?」

なお、小学3年生版と小学5年生版では本編中もナレーションの恒松による補足が適宜挿入されるが、小学4年生版と小学6年生版のナレーション挿入は上記のオープニングのみにとどまっている。

## 放送リスト
出典： /  /  / 
| 回 | 初回放送日    | 小学3年生                    | 小学4年生               | 小学5年生                   | 小学6年生                           |
| -- | ------------- | ---------------------------- | ----------------------- | --------------------------- | ----------------------------------- |
| 1  | 2018年4月10日 | ふしぎを見つけるには?        | 春になると?             | ゆれ方が違うのは?           | 燃えると?                           |
| 2  | 4月24日       | タネのふしぎ                 | 春の1日の変化           | 水に塩を入れると?           | 火が消えるのは?                     |
| 3  | 5月15日       | 虫のたまご                   | 電池カーの速さのひみつ  | とけたものはどこにある?     | てこの決まりを探れ! 実験計画編      |
| 4  | 5月29日       | 植物の育ち方とからだ         | ツバメがあらわれた!     | 電磁石を強くするには?       | てこの決まりを探れ! 考察編          |
| 5  | 6月12日       | 虫の育ち方                   | 夏になると?             | 電磁石の実験を改善しよう    | 消えたアルミニウムのなぞ 実験計画編 |
| 6  | 6月26日       | 虫のからだ                   | 校庭にふった雨はどこへ? | モーターを回すには?         | 消えたアルミニウムのなぞ 考察編     |
| 7  | 7月10日       | 動き方がかわる?              | 夏の星空                | 調べてみるには?             | 人の体のしくみ 消化・呼吸編         |
| 8  | 8月21日       | 虫はどこにいる?              | 満月は時間がたつと?     | リニアモーターカーの秘密    | 人の体のしくみ 考察編               |
| 9  | 9月11日       | 花がさいたあと               | 人のうでの中は?         | たくさんとかすには?         | なぜ電気を使う? 手がかり編          |
| 10 | 9月25日       | かげのふしぎ                 | うではどうやって動く?   | とけたものを取り出すには?   | なぜ電気を使う? 考察編              |
| 11 | 10月9日       | 日なたと日かげ               | 水てきはどこから?       | 発芽させるには?             | でんぷんはどこから? 実験計画編      |
| 12 | 10月23日      | 光はどこから?                | すずしくなると?         | 子葉は必要?                 | でんぷんはどこから? 考察編          |
| 13 | 11月6日       | 日光を集めると?              | とじこめられた空気      | 植物が大きく育つには?       | 水は葉にどう届く?                   |
| 14 | 11月20日      | 音のふしぎ                   | 空気をあたためると?     | 実をつけるには?             | 葉で使われなかった水は?             |
| 15 | 12月4日       | あかりをつけるには?          | 冬の星空                | たまごの記録をとってみよう  | 生き物どうしのつながりは?           |
| 16 | 2019年1月8日  | あかりがつくものは?          | 寒くなると?             | おなかの赤ちゃんはどう育つ? | なぜ酸素はなくならない?             |
| 17 | 1月22日       | じしゃくに引きよせられるもの | 水から出るあわは?       | 天気の変化に決まりはある?   | 遠くはなれた地層のひみつ            |
| 18 | 2月5日        | じしゃくのふしぎ             | 金ぞくのあたたまり方    | 台風はどう進む?             | 地層から歴史を探れ!                 |
| 19 | 2月19日       | 形がかわると?                | 水のあたたまり方        | 雨の川に土が混ざるのは?     | なぜ月の形がちがう?                 |
| 20 | 3月5日        | 重いのはどれ?                | 生き物の1年             | 洪水を防ぐには?             | 月の形が変わるしくみは?             |

## スタッフ
- テーマ音楽 - 片桐知子
- キャラクターデザイン - クリハラタカシ
- アニメーション - qmotri
- 制作 - NHKエデュケーショナル
- 制作協力 - ディレクションズ
- 制作・著作 - NHK